# لن أرحم أحدا
لن أرحم أحدا (بالكورية: 광장) هو مسلسل كوري جنوبي، بطولة سو جي سوب، هيو جون هو، آهن جيل كانغ، لي بيوم-سو، جونغ ميونغ، تشوو يونغ-وو، جو هان-تشيول، تم إصداره على نتفليكس في 6 يونيو 2025.

## القصة
تدور أحداث القصة حول نام جي جون، القاتل المأجور المعروف بعمله السابق كعضو في عصابة بونجسان سيئة السمعة، بقيادة جو بونغ-سان. لقد صنع جي جون لنفسه سمعة من خلال موهبته في العنف، إلا أنه ترك العصابة لاحقًا بعد انضمام شقيقه إلى عصابة منافسة.
بعد مرور 11 عامًا على تركه العصابة، يعيش جي جون حياة هادئة، ويكسب رزقه من خلال توفير المشروبات للشركات المملوكة لبونج سان. ولكنه يندفع دون قصد إلى عالم عنف العصابات بعد الموت المفاجئ لأخيه، يصبح جي جون مصممًا على اكتشاف الحقيقة وراء وفاة شقيقه والانتقام له.

## الطاقم
- سو جي-سوب في دور نام جي جون[1]
- هيو جون-هو في دور لي جو-وون[1]
- جونغ ميونغ في دور جو جون-مو[2]
- تشوو يونغ-وو في دور لي جيوم سون[2]
- جو هان-تشيول في دور تشوي سيونغ-تشول[2]

### آخرون
- آهن كي-كانغ - كو بونغ-سان[1]
- لي بيوم-سو - سيم سونغ-وون[2]

### ظهور خاص
- تشا سيونغ وون - الاستاذ كيم
- لي جين هيوك - نام جي-سيوك[1]

## الانتاج
المسلسل مبني على الويبتون الذي يحمل اسم حروب بلازا "Plaza Wars" ، الذي ألفه أوه سي-هيونغ وكيم جيون-تاي، وهو من اخراج تشوي سونغ-إيون وكتابة يو كي-سونغ وهو أول مشروع لهما. وانتاج يونغ-فيلم بتعاون مع استوديو إن.
في فبراير 2023، أعلن عن اختيار سو جي سوب في دور البطولة في المسلسل. في يوليو، اعلن عن اختيار جونغ ميونغ وقام بمراجعة السيناريو بشكل إيجابي. في أغسطس، أعلن عن اختيار لي جون هيوك، وهيو جون هو، ولي بوم سو، وآهن سي هو، وآهن جيل كانغ بظهور لأول مرة بشكل خاص.
بدأ التصوير الرئيسي في النصف الثاني من عام 2023.

## روابط خارجية
- لن أرحم أحدًا على موقع IMDb (الإنجليزية)
- لن أرحم أحدًا على موقع روتن توميتوز (الإنجليزية)
- لن أرحم أحدًا على موقع نتفليكس (الإنجليزية)
- لن أرحم أحدًا على موقع فيلمافينيتي (الإسبانية)
- لن أرحم أحدًا على موقع قاعدة بيانات الفيلم (الإنجليزية)
- لن أرحم أحدا على هانسينما